# Ванесова паротия
Ванесова паротия, или паротия Ванеса (лат. Parotia wahnesi) — птица семейства райских птиц. Название дано в честь немецкого коллекционера Карла Ванеса (нем. Carl Wahnes), собравшего образец.

## Описание
Самец имеет радужную жёлто-зелёную грудь, удлинённые чёрные перья, самка бурая, с чёрной головой. Размер птиц — примерно 43 см в длину. О жизни и привычках известно мало. Питается в основном фруктами и членистоногими.

## Ареал
Этот вид является эндемиком горных лесов полуострова Юон и гор Адельберта на северо-востоке Папуа-Новой Гвинеи.

## Размножение
Самец полигамен и исполняет зрелищные брачные танцы на лесной подстилке.
Кладки, вероятно, содержат 1, иногда 2 яйца бледного кремового цвета размером 40 × 26 мм. Яйца имеют различную структуру полос и точек.

## Охрана
Популяция птиц составляет менее 10 000 взрослых птиц, и численность продолжает снижаться, поэтому вид включён в Международную Красную книгу.